# 濱野純
濱野純（日语：濱野 純），日本軟體工程師。

## 生平
他曾在位於美國的電腦服務公司Twin Sun Inc.擔任顧問團，之後參與了由林納斯·托瓦茲所設計開發的分散式版本控制軟體「Git」專案。於2005年期間Git正式釋出啟用後，林納斯·托瓦茲便將Git的軟體維護者託付給濱野純擔任。另後續2010年濱野純前往了網際網路公司Google任職主任技術工程師。

## 個人著書
- 入門Git（2009年）ISBN 978-479-802-380-9

## 外部連結
- 濱野純的個人部落格 （页面存档备份，存于）
- 濱野純在Git上的個人專頁 （页面存档备份，存于）